# Tad Krzanowski
Tadeusz „Tad“ M. Krzanowski (* 15. Februar 1949 in Krosno, Polen) ist ein polnischer Erfinder und Spezialeffektekünstler beim Film. Er ist vor allem für seine Pionierarbeit auf dem Gebiet der Mikromodell-Spezialeffekte bekannt.

## Leben
Tadeusz Krzanowski hat an mehr als 50 Filmen mitgewirkt, darunter bei Zurück in die Zukunft II und Zurück in die Zukunft III, James Bond 007 – Der Morgen stirbt nie und auch bei Godzilla, U-571, Independence Day, Amistad und Jagd auf Roter Oktober; des Weiteren war er mit der Besetzung der animierten Muppets für den Film Die große Muppet-Sause betraut worden. Tadeusz Krzanowski lebt und arbeitet in Los Angeles.

## Filmografie (Auswahl)
- 1982: Der dunkle Kristall (The Dark Crystal)
- 1986: Howard – Ein tierischer Held
- 1992: Memoirs of An Invisible Man
- 1992: Die Asse der stählernen Adler
- 1995: Sudden Death
- 1996: Broken Arrow

## Auszeichnungen
- 1988 gewann er den Oscar für technische Verdienste. In der Preisbegründung hieß es: „For the development of a Wire Rig Model Support Mechanism used to control the movements of miniatures in special effects“, das er für den Steven-Spielberg-Film Das Wunder in der 8. Straße erfunden hatte.